# Fiat 614
Le Fiat 614 est un petit camion civil lancé en 1930 par le constructeur italien Fiat V.I..
Fabriqué de 1930 à 1935, il est dérivé de la Fiat 514 et sera commercialisé aussi bien en châssis cabine qu'en châssis nu pour des aménagements par des carrossiers spécialisés en autobus, camion de vente ambulante, etc.
Constitué d'un châssis traditionnel au format 4x2, il est équipé du moteur Fiat 114, un 4 cylindres essence de 1.438 cm3 de cylindrée.
Il sera remplacé en 1934 par le Fiat 618.

## Les véhicules légers Fiat V.I. entre 1920 et 1930
| Modèle           | Type                                | Années de production | Type moteur | Cylindrée | Puissance CV DIN | PTC en tonnes |
| ---------------- | ----------------------------------- | -------------------- | ----------- | --------- | ---------------- | ------------- |
| Fiat 507F        | Fourgonnette, Châssis               | 1927 - 1928          | 107         | 2.297     | 35               | 1,5           |
| Fiat 603 / 603 F | Camion, Châssis, Autobus            | 1925 - 1929          | 107         | 2.297     | 35               | 2,0           |
| Fiat 603 S       | Autobus                             | 1925 - 1926          | 112         | 3.446     | 46               | 23 places     |
| Fiat 605         | Camion, Châssis, Autobus            | 1926 - 1929          | 112         | 3.446     | 46               | 2,7           |
| Fiat 605 S       | Autobus                             | 1927 - 1929          | 125         | 3.739     | 68,5             | 27 places     |
| Fiat 614         | Petit camion sur base 514 - Châssis | 1930 - 1934          | 114         | 1.438     | 28               | 1,0           |
| Fiat 618         | Remplace le 614, Châssis cabine     | 1934 - 1937          | 118         | 1758      | 38               | 1,25          |
| Fiat 618         | Variante moteur                     | 1934 - 1937          | 118 A       | 1943      | 43               | 1,25          |
| Fiat 618 - M/C   | Version Militaire / Coloniale       | 1934 - 1937          | 118 A       | 1943      | 43               | 1,34          |